# 2 febbraio
Il 2 febbraio è il 33º giorno del calendario gregoriano. Mancano 332 giorni alla fine dell'anno (333 negli anni bisestili).

## Eventi
- 962 – Ottone I di Sassonia è incoronato da papa Giovanni XII
- 1032 – Corrado II il Salico diventa re di Borgogna
- 1119 – Elezione di papa Callisto II
- 1177 – Giovanna d'Inghilterra giunge a Palermo in vista del matrimonio con il re Guglielmo II di Sicilia
- 1309 – Papa Clemente V viene trattenuto ad Avignone dal re di Francia Filippo il Bello: inizia la Cattività avignonese
- 1438 – Forte terremoto nel Lazio
- 1509 – Battaglia di Diu, in India, tra Portogallo e Turchia[1]
- 1536 – Lo spagnolo Pedro de Mendoza fonda la città di Buenos Aires
- 1703 – Un violento terremoto del X grado della scala Mercalli colpisce L'Aquila e il suo circondario causando oltre 6000 morti
- 1709 – Alexander Selkirk viene salvato dal naufragio su un'isola deserta, ispirerà il libro Robinson Crusoe di Daniel Defoe
- 1744 – Papa Benedetto XIV pubblica l'enciclica Inter Omnigenas, su i cristiani che occultano la propria fede
- 1797 – Si combatte la battaglia di Faenza fra le milizie pontificie del generale Colli e la Grande Armata di Napoleone
- 1808 – Papa Pio VII non aderisce al Blocco continentale imposto da Napoleone a tutti gli Stati europei per isolare l'Inghilterra, per cui le truppe francesi occupano Roma
- 1812 – La Russia fonda una colonia per il commercio di pellicce a Fort Ross (California)
- 1831 – Elezione di papa Gregorio XVI
- 1848
  - La firma del Trattato di Guadalupe Hidalgo pone fine alla guerra messico-statunitense
  - Corsa all'oro in California: la prima nave di emigranti cinesi in cerca di fortuna in California arriva a San Francisco[senza fonte];
- 1870 – Viene rivelato che il famoso gigante di Cardiff era solamente minerale di gesso inciso, e non i resti pietrificati di un essere umano[senza fonte]
- 1876 – Viene fondata la National League of Professional Baseball Clubs, una delle due top league di baseball professionistico che formano la Major League Baseball statunitense[senza fonte]
- 1878 – La Grecia dichiara guerra alla Turchia[senza fonte]
- 1897 – Il campidoglio della Pennsylvania viene distrutto dal fuoco[senza fonte]
- 1899 – La Conferenza dei Premier australiani tenutasi a Melbourne concorda che la capitale australiana (Canberra) dovrà essere collocata tra Sydney e Melbourne[senza fonte]
- 1908 – Sándor Ferenczi, futuro pioniere della psicoanalisi, rende visita per la prima volta a Sigmund Freud: è l'inizio di un sodalizio amicale e scientifico che durerà tutta la vita
- 1914 - Viene distributio negli Stati Uniti d'America il film Making a Living prodotto dalla Keystone Pictures Studio: rappresenta l'esordio cinematografico di Charlie Chaplin
- 1920
  - L'Estonia sigla con la Russia il Trattato di Tartu, con cui le viene riconosciuta l'indipendenza
  - La Francia occupa Memel[senza fonte]
- 1924 – Nel corso dei I Giochi olimpici invernali, a Chamonix-Mont-Blanc (Francia) viene fondata la Federazione Internazionale Sci
- 1925 – Una slitta trainata da cani arriva a Nome (Alaska) per consegnare del siero anti-difterite, ispirando la famosa gara Iditarod[senza fonte]
- 1935 – Il poligrafo, viene testato per la prima volta da Leonard Keeler in un esperimento a Portage (Wisconsin)[senza fonte]
- 1940 – Frank Sinatra debutta con l'orchestra di Tommy Dorsey[senza fonte]
- 1941 – Seconda guerra mondiale: con un primo attacco britannico di mezzi corazzati, respinto dalle truppe italiane, inizia la battaglia di Cheren
- 1943 – Seconda guerra mondiale: con la resa delle ultime sacche di resistenza tedesca si conclude la battaglia di Stalingrado con la vittoria completa dell'Armata Rossa
- 1944 – Resistenza italiana: i partigiani istituiscono la Repubblica del Corniolo
- 1945 – Seconda guerra mondiale: il presidente statunitense Franklin Delano Roosevelt e il primo ministro britannico Winston Churchill partono per incontrare il leader sovietico Iosif Stalin nella Conferenza di Jalta[senza fonte]
- 1959 - Incidente del passo di Djatlov: nove escursionisti muoiono in circostanza misteriose sugli Urali
- 1962 – Per la prima volta in 400 anni Nettuno e Plutone si allineano[senza fonte]
- 1967 – Nasce l'American Basketball Association
- 1968 - Il gruppo musica britannico Genesis pubblica il singolo di debutto The Silent Sun/That's Me
- 1971 – Viene firmata la Convenzione di Ramsar
- 1972 – L'ambasciata britannica a Dublino viene distrutta per protesta contro la Domenica di sangue[2]
- 1979 – Sid Vicious, bassista dei Sex Pistols, viene trovato morto di overdose
- 1989 – Guerra sovietico-afghana: l'ultima colonna blindata dell'Unione Sovietica lascia Kabul, ponendo fine a nove anni di occupazione militare
- 1990
  - Apartheid: in Sudafrica il presidente Fredrik Willem de Klerk permette all'African National Congress di tornare a funzionare legalmente e promette di liberare Nelson Mandela
  - Viene ucciso a Roma il boss della Banda della Magliana Enrico De Pedis
- 2003 – Václav Havel termina il secondo mandato come presidente della Repubblica Ceca
- 2013 – Muore assassinato Christopher Scott Kyle, detto "La Leggenda", un militare statunitense nonché il miglior cecchino degli U.S. Navy SEAL; affermò di aver ucciso più di 255 guerriglieri iracheni

## Nati
Ci sono circa 1 420 voci su persone nate il 2 febbraio; vedi la pagina Nati il 2 febbraio per un elenco descrittivo o la categoria Nati il 2 febbraio per un indice alfabetico.

## Morti
Ci sono circa 650 voci su persone morte il 2 febbraio; vedi la pagina Morti il 2 febbraio per un elenco descrittivo o la categoria Morti il 2 febbraio per un indice alfabetico.

## Feste e ricorrenze

### Civili
Internazionali
- Giornata mondiale delle zone umide

Nazionali
- Stati Uniti d'America e Canada: Giorno della marmotta (Groundhog Day).

### Religiose
Cristianesimo:
- Presentazione del Signore o Purificazione della Beata Vergine Maria.
- Vergine della Candelaria in Tenerife, Spagna[3]
- Nostra Signora del Buon Successo in Quito, Ecuador
- Sant'Adalbaldo, martire
- Sant'Adeloga di Kitzingen, badessa
- San Bernardo da Corbara, mercedario
- San Burcardo di Würzburg, vescovo
- Santa Caterina de' Ricci, vergine
- San Floscolo di Orleans, vescovo
- Santa Jeanne de Lestonnac, fondatrice dell'Ordine della compagnia di Maria Nostra Signora
- Santa Katharina Kasper, fondatrice della congregazione delle Povere ancelle di Gesù Cristo
- San Rodippo, vescovo
- San Théophane Vénard, sacerdote e martire
- San Lorenzo di Canterbury, vescovo
- Santi Martiri di Ebstorf
- Santa Maria Domenica Mantovani (Giuseppina dell'Immacolata), fondatrice delle Piccole suore della Sacra Famiglia
- San Nicola da Longobardi, religioso
- Beato Andrea Carlo Ferrari, arcivescovo
- Beato Pietro da Ruffia, sacerdote e martire
- Beato Simone Fidati, eremita
- Beato Stefano Bellesini, agostiniano
- Beato Tshimangadzo Samuele Benedetto Daswa (Bakali), martir

Islam:
- 2004 – Aid Al Adha / Aid El Kabir 10 Dhu l-Hijja 1424

Religione romana antica e moderna:
- Dies religiosus[senza fonte]

Wicca:
- Giorno alternativo per Imbolc (1º febbraio)